# 高橋守衛
高橋 守衛（守衞、たかはし もりえ、1857年（安政4年5月） - 1906年（明治39年）3月31日）は、日本の政治家、衆議院議員（1期）。

## 経歴
出雲国神門郡稗原村(のち島根県簸川郡稗原村、現・出雲市)生まれ。漢学を学ぶ。稗原村長、同村会議員となる。また、簸川銀行を創立し、取締役となった。
1894年3月の第3回衆議院議員総選挙において島根3区から無所属で立候補して当選する。同年9月の第4回衆議院議員総選挙では国民協会から立候補したが落選した。衆議院議員は1期務め、1906年に死去した。